# Kruispoort

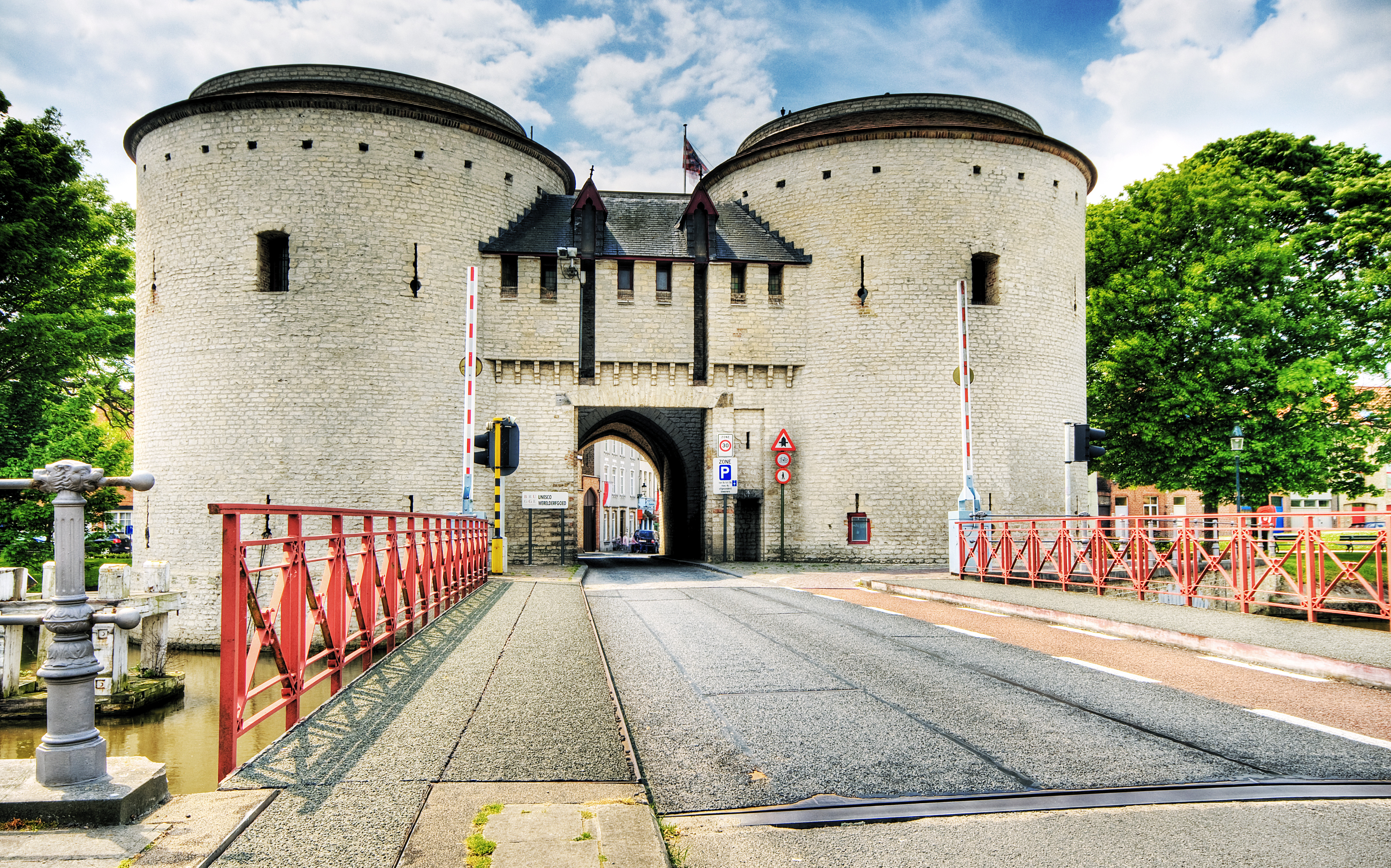
Kruispoort visto dall'esterno.

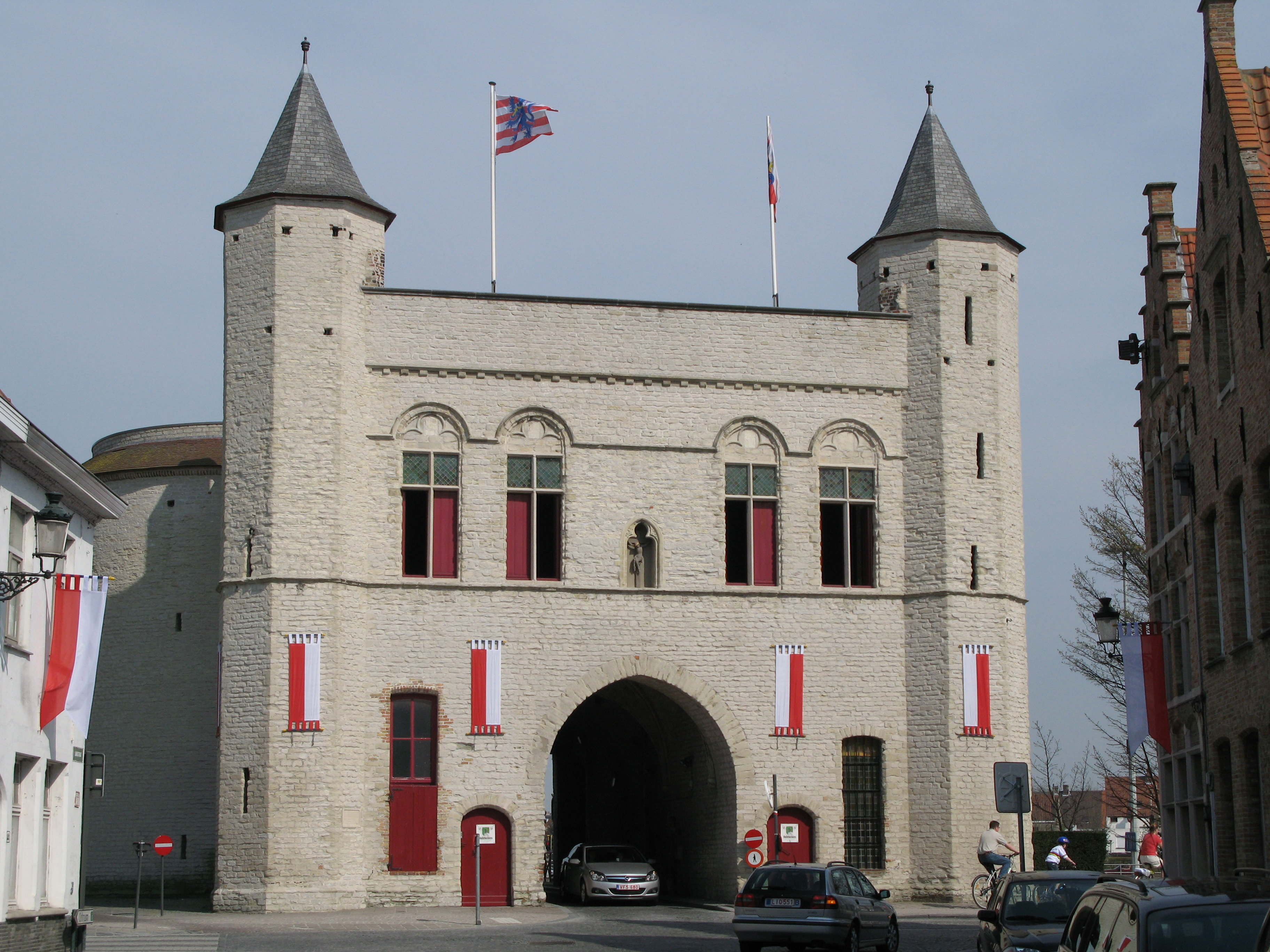
Kruispoort visto dall'interno

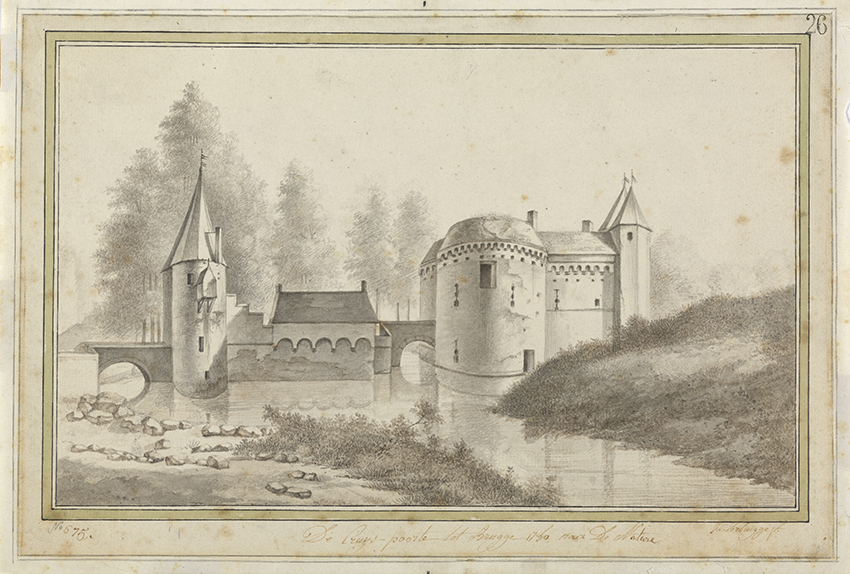
La Kruispoort nel 1780, disegno di Jean Charles Verbrugge (Museo Groeninge).

La Kruispoort a Bruges è una delle restanti porte della città ed è una testimonianza dell'architettura militare medievale fiamminga.

## Storia
La porta originale (1297-1304) faceva parte della seconda cinta muraria di Bruges del 1297. Una nuova porta fu eretta nel 1366, progettata da Mathias Saghen e Jan Slabbaerd, che costruirono anche lo Smedenpoort e l'Ezelpoort. Questa seconda porta fu demolita nel 1382, dopo la presa della città da parte dei Gandesi, sotto la guida di Philip van Artevelde.
Nel 1400 il consiglio della città di Bruges decise di costruire l'attuale porta che fu terminata nel 1406.
Il complesso originario era costituito da un edificio principale (che comprende due pesanti torri circolari fortificate, un atrio anteriore e un'alta sovrastruttura), con una porta anteriore, otto torri e due ponti. Nel 1760 la porta d'ingresso fu demolita e non venne più ricostruita.
Due ponti attraversano il Ringvaart a Kruispoort.
Dopo la seconda guerra mondiale e fino al 1988, la Kruispoort ospitò un piccolo Museo della Guerra, e una parte dell'edificio era occupata da un custode. Come le altre porte della città anche Kruispoort ospita un'associazione della città, dentro alla Kruispoort si trova l'associazione di scherma di Bruges dalla fine del XX secolo.

## Letteratura
- Adolphe DUCLOS, Bruges, histoire et souvenirs, Brugge, 1910.
- Marc RYCKAERT, Brugge, Stedenatlas van België, Brussel, Gemeentekrediet, 1991.
- Brigitte BEERNAERT e. a., De Kruispoort, in: Burgerlijke openbare gebouwen, Open Monumentendag 1995, Brugge, 1995.
- Brigitte BEERNAERT e. a., 'De Kruispoort, in: Monument en steen, Open monumentendagen Brugge 2003, Brugge, 2003.
- Marc RYCKAERT, De Kruispoortbruggen, in: Brugge die Scone, 2018, nrs 1 & 2.